# Der Fluch der Sonne
Der Fluch der Sonne ist ein 1916 entstandenes deutsches Stummfilmdrama mit Maria Carmi in der Hauptrolle.

## Handlung
Maria lebt mit ihrem Vater, einem kunstsinnigen Gutsbesitzer namens Fernando, in trauter Eintracht zusammen. Er nennt sie sein „Sonnenkind“. Fernando ist derzeit ganz und gar in die Fertigstellung einer von ihm komponierten, noch namenlosen Oper vertieft. Eines Tages erhält Maria Post; in dem Brief kündigt ihr alter Jugendfreund Peter sein Kommen an. Als er auf dem Gutsbesitz eintrifft, ist es bald um Marias Herz geschehen, und die beiden jungen Leute verlieben sich ineinander. Doch Peter ist ein unsteter Geist, dessen Abenteuerlust ihn bald wieder in die weite Welt hinausziehen lässt. Maria bleibt geschwängert zurück. Um ihrem Vater die Schande einer unehelichen Geburt zu ersparen, entschließt sich Maria, Haus und Hof für eine Weile zu verlassen. In einem einfachen Forsthaus findet sie Unterschlupf und bringt einen Sohn zur Welt. Bald aber wird es dort zu eng, und das Försterehepaar wirft Mutter mit Kind vor die Tür. Maria weiß nicht wohin, nach Haus traut sie sich nicht. So irrt sie zunächst durch Mutter Natur. Als sie eines Tages dem Diener des Vaters begegnet, legt sie ihm ihr Neugeborenes quasi vor die Füße, in der Hoffnung, dass der alte Zausel es erstens sieht und zweitens mitnimmt, um sich um den Jungen zu kümmern. Dann verschwindet Maria. Doch offenbar hat der Diener Tomaten auf den Augen, denn er sieht das Würmchen nicht und geht achtlos weiter. Als Maria zwecks Kontrolle später an selbige Stelle zurückkehrt, ist der Kleine verschwunden.
Maria macht sich große Vorwürfe und glaubt, dass dem Kind etwas Fürchterliches passiert sein müsse. Schließlich kehrt sie reumütig zum Vater auf das Gutsschloss zurück. Dieser hat während ihrer Abwesenheit seine Oper vollendet und ihr aus Bitterkeit den Titel „Der Fluch der Sonne“ gegeben. Der Inhalt besitzt viel Biografisches, denn es geht in der Geschichte um eine junge Mutter, die ihr Kind getötet hat und daraufhin von ihrem Vater verflucht wird. Als die Oper in den Gutshofhallen uraufgeführt werden soll, hat sich, neben Maria, auch der Weltenbummler Peter wieder eingefunden. In der Szene, in der die Mutter vor dem Sonnenstrahl zu fliehen versucht, schreit Maria auf und rennt aus der Vorführung ins Freie, verfolgt von Peter. Als dieser von ihr erfährt, dass sie angeblich ihr beider Kind getötet haben soll, verflucht er Maria ebenso wie der Sonnenstrahl das Mädchen in Fernandos Oper. Fortan beginnt das einstige „Sonnenkind“ das Licht der Sonne zu scheuen. Bald weiß die ganze Gegend von Marias vorgeblicher Bluttat, und als sich einmal Pogromstimmung breitmacht, ist es der Vater, der sich vor den „Kindermörderin!“ ausrufenden Mob stellt und seine Tochter zu schützen versucht. Dabei kommt er ums Leben. Maria schließt sich nun selbst vollkommen bei Tageslicht ein und verlässt das väterliche Schloss nur noch, wenn die Nacht anbricht.
Wie kann Maria ahnen, dass ihr Kind noch lebt? Es wurde damals von einem Mann gefunden, der es an sich nahm, den Jungen aufzog und ein guter Vater wurde. Aus dem Knaben ist ein stattlicher Mann geworden, den der Pflegevater Edgar nannte. Als Edgars Adoptivvater stirbt, erfährt Edgar von den Hintergründen seiner Geburt, und er entschließt sich, den Wurzeln seiner Herkunft auf den Grund zu gehen und die Heimat seiner Geburt aufzusuchen. Als er am Gutshof Marias ankommt, sieht er im Mondlicht eine Gestalt um das Schloss schleichen, die seine Mutter ist. Er nähert sich, um diese seltsam Frau genauer betrachten zu können. Ungläubig erkennt Maria ihr eigen Fleisch und Blut. Es folgt eine liebevolle Umarmung, und nun weiß sie, dass der Fluch der Sonne endgültig aufgehoben ist.

## Produktionsnotizen
Der Fluch der Sonne entstand kurz vor Jahresende 1916 im Bioscop-Atelier in Neubabelsberg und besaß vier Akte, verteilt auf 1470 Metern Länge. Der Film passierte die Zensur im Januar 1917, die Uraufführung erfolgte wohl wenig später. Bei der Neuzensur am 10. Juli 1924 wurde der Film auf 1310 Meter Länge gekürzt.
Die Filmbauten entwarf Robert A. Dietrich.

## Kritik
„Auch dieser Film hebt sich weit über Alltägliches empor und gibt der großen Tragödin Gelegenheit, sich auszuleben und voll und ganz ihre Kunst zu entfalten. Die Handlung ist mit viel Geschick und zunehmender Steigerung der dramatischen Effekte aufgebaut und erweckt tiefe Anteilnahme für das Schicksal der Heldin, die sich selbst des Kindesmordes anklagt und von der Sonne verflucht glaubt. (…) Besonders schön ist der vierte Akt, in dem Maria Carmi uns wie eine Priesterin, heilig schön in der Ausführung ihrer Sühne, erscheint. Unglaublich Herrliches hat auch die Regie im allgemeinen, namentlich aber im letzten Akte geschaffen. Jedes einzelne Bild ist ein Kunstwerk, sowohl was die Motive anlangt, als auch in photographischer Hinsicht.“